# Cactaceae

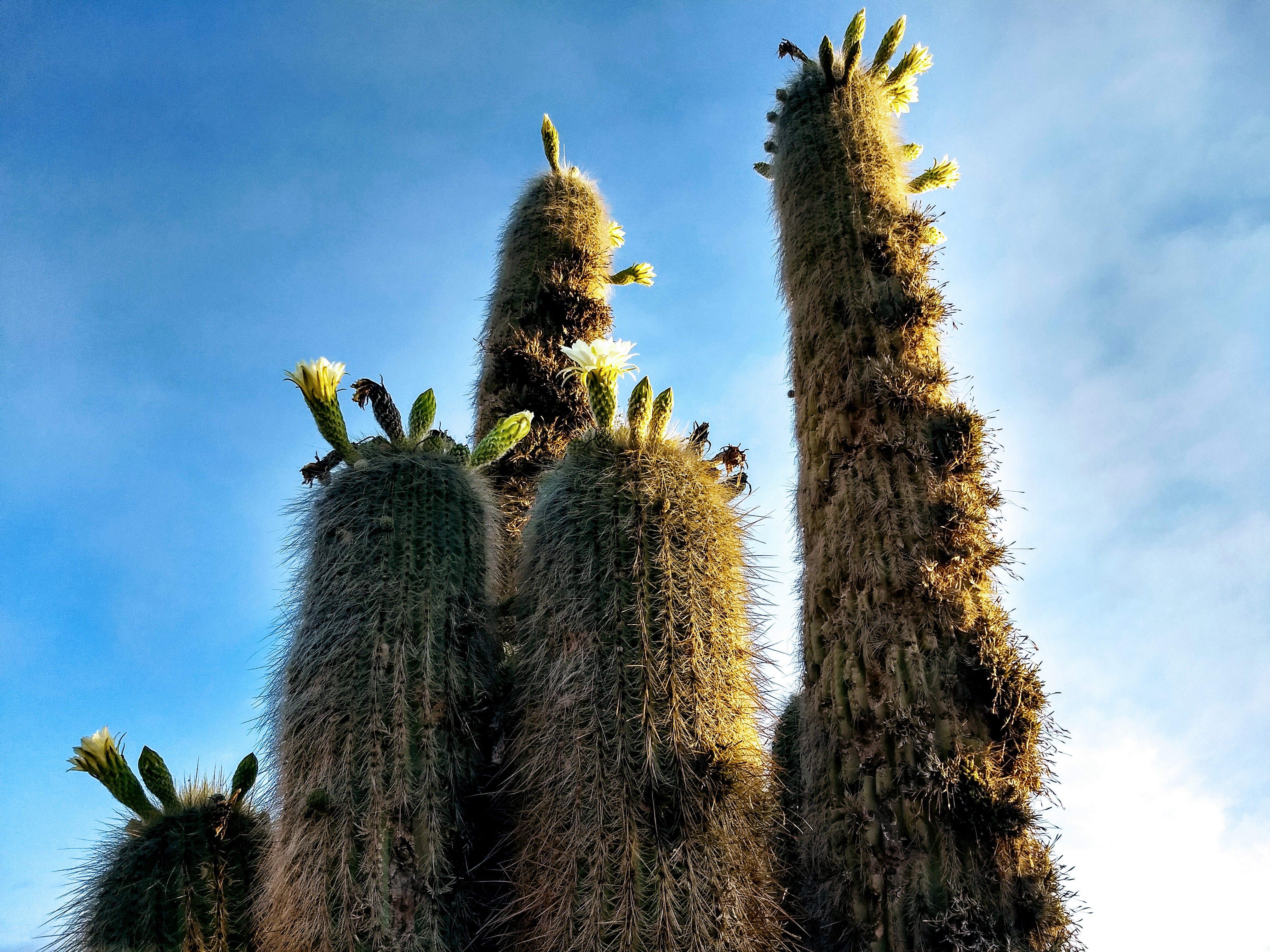
Oreocereus, proveniente de Humahuaca.

Cactaceae, las cactáceas, conocidas como cactus o cactos, es una familia de plantas originarias de América. Sin embargo, hay una excepción, Rhipsalis baccifera, que está extendida en África tropical, Madagascar y Sri Lanka. Se cree que la colonización de Europa por esta especie es relativamente reciente (unos cuantos cientos de años), probablemente transportada en el aparato digestivo de pájaros migratorios en forma de semillas, bien directamente desde América o a partir de poblaciones surgidas en África como consecuencia del transporte de esclavos.
Muchas plantas suculentas, tanto en Europa como en América, tienen una notable semejanza con los cactus y, a menudo, son así llamadas en lenguaje corriente. Sin embargo, esto se debe a la evolución paralela o convergente (similares presiones selectivas resultan en morfologías parecidas), ya que ninguna de ellas está estrechamente emparentada con las cactáceas. La característica identificativa más clara de la familia de los cactus es la areola, una estructura especializada de donde surgen las espinas, los vástagos nuevos y, en muchas ocasiones, las flores.
Se considera que las cactáceas han evolucionado entre 30 y 40 millones de años atrás. El continente americano estaba unido a los demás, pero se fue separando progresivamente por la deriva continental. Las especies endémicas del Nuevo Mundo debieron desarrollarse después de esta separación; el distanciamiento significativo se alcanzó en los últimos 50 millones de años. Esto podría explicar la inexistencia de cactus endémicos en África: estos evolucionaron en América cuando los continentes ya se habían separado.
Según el Apéndice I de CITES, más de 15 géneros de cactáceas (con 73 especies) se encuentran en grave peligro de extinción, por deterioro del hábitat o por depredación.
Al vivir en zonas de calores extremos, los cactus realizan el intercambio de gases durante la noche mediante el metabolismo ácido de las crasuláceas, consumiendo entonces dióxido de carbono, al revés que el resto de las plantas (que lo consumen, netamente, durante el día).

## Descripción

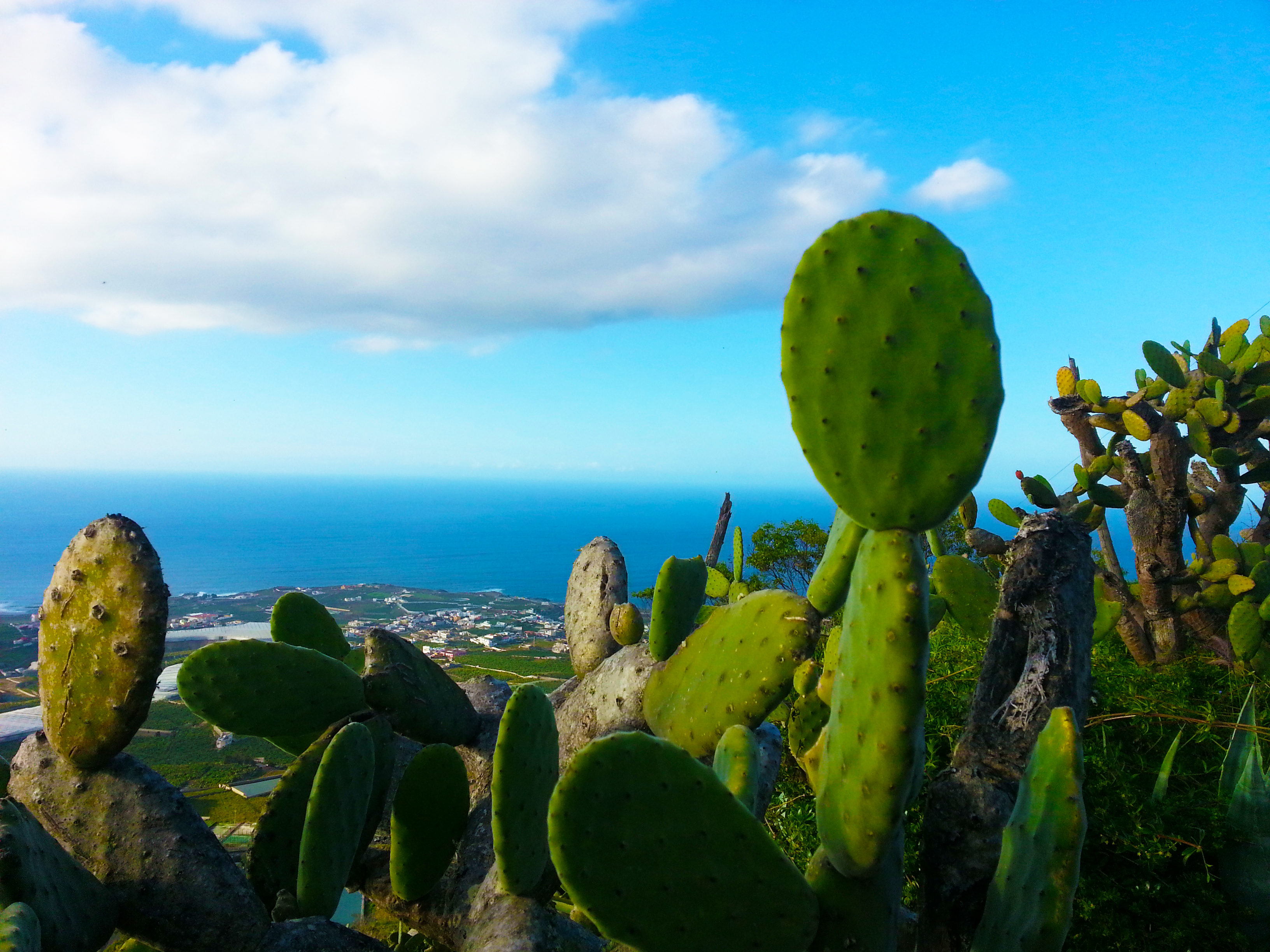
Opuntia ficus-indica, muy común en México y conocido como Nopal.

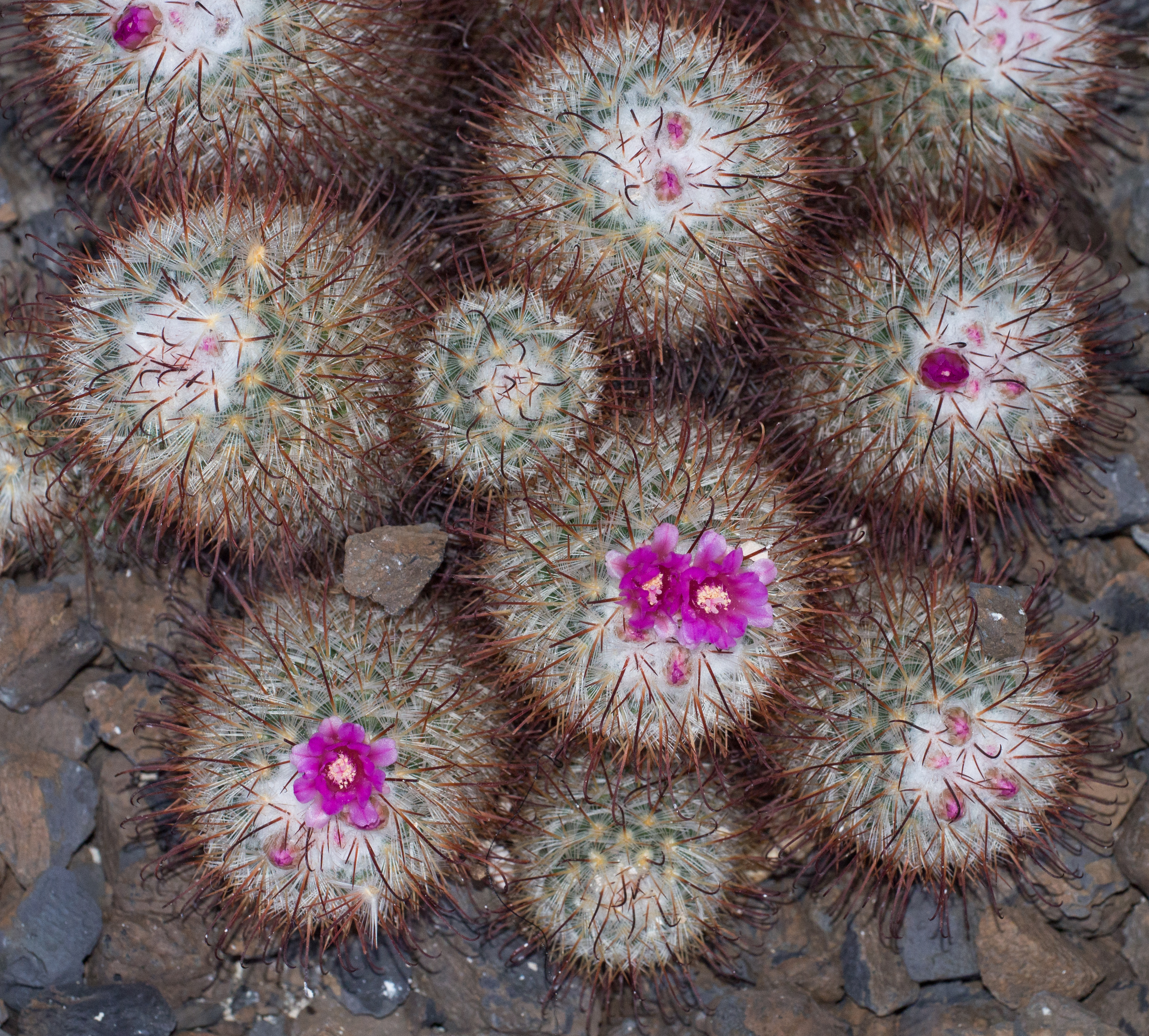
Mammillaria bombycina.

### Tallo
El tallo de las cactáceas y que conforman básicamente el cuerpo de la planta, están engrosados por el desarrollo del parénquima, y su color verde se debe a que son fotosintéticos. 
- Tres formas principales de tallo:
  - Cladodio: Tallo aplanado en forma de raqueta (como en los nopales).
  - Columnar: Tallo en forma cilíndrica (con o sin ramificación). La planta se denomina basítona si se divide desde la base del tallo, mesótona si se divide a la mitad del tallo o acrótona si se divide en la punta del tallo. En las columnares algunas veces el tallo está comprimido lateralmente y aplanado, en cuyo caso se le llama filocladio (como en los saguaros).
  - Globoso: Tallo casi esférico, con porte de barril (como en las biznagas).

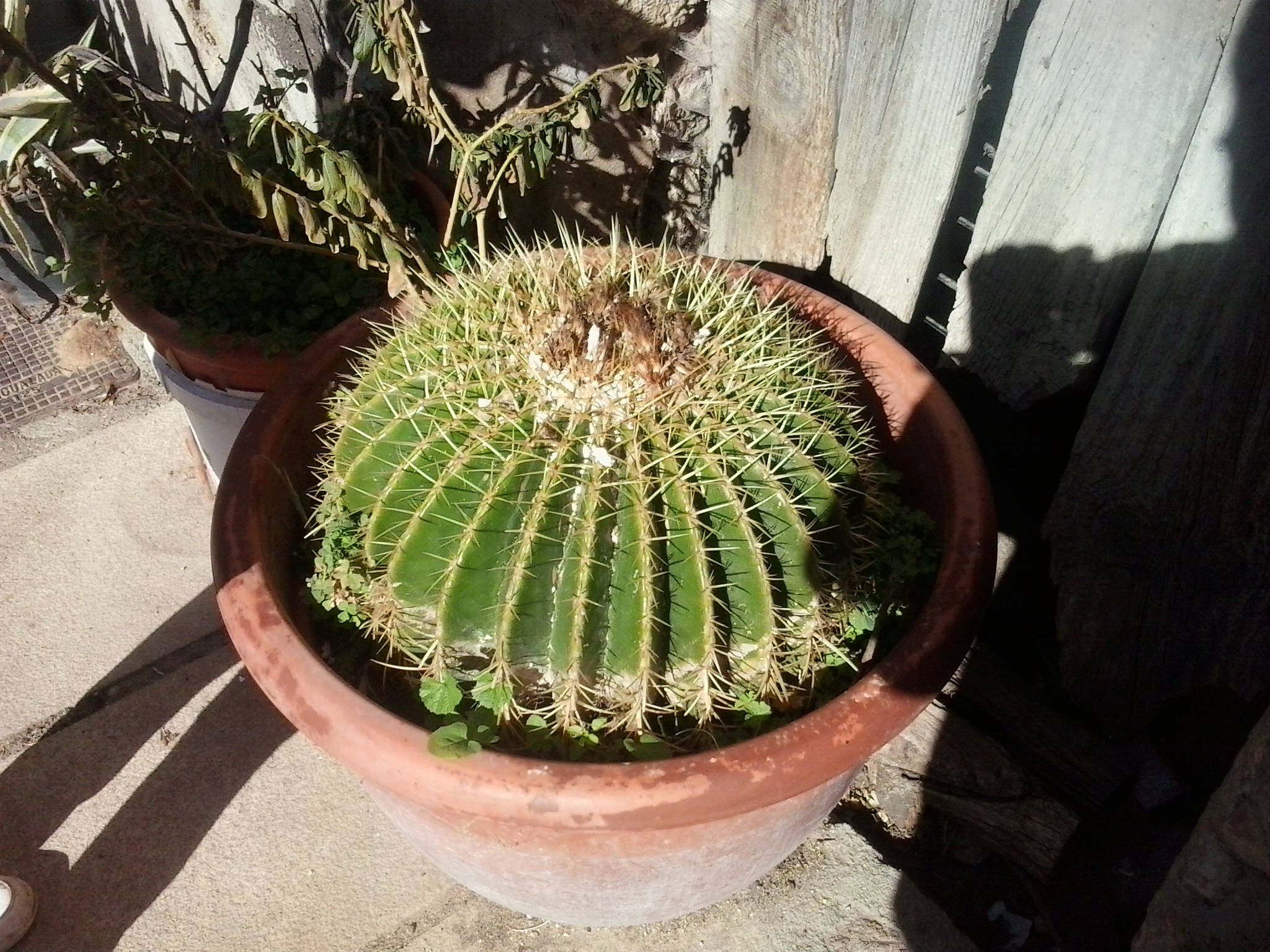
Echinocactus platyacanthus.

### Areola
La areola es una estructura vegetativa distintiva de las cactáceas que se encuentra sobres los podarios y costillas. Las areolas, por lo común, mantienen dos zonas de crecimiento: en la parte superior se producen las flores (meristemos floríferos) y en la inferior los meristemos espinulíferos. Las areolas desarrollan múltiples pelos o tricomas (semejantes a las fibras de algodón) y espinas (y, en los géneros más antiguos, hojas).
Hay cactus sin espinas, como Opuntia ficus-indica (aunque solo en su forma hortícola, no silvestre) y Opuntia leucotricha. Estas especies sin espinas pueden ser consumidas por el ganado en los períodos secos, como forma de supervivencia y adaptación al cambio climático.

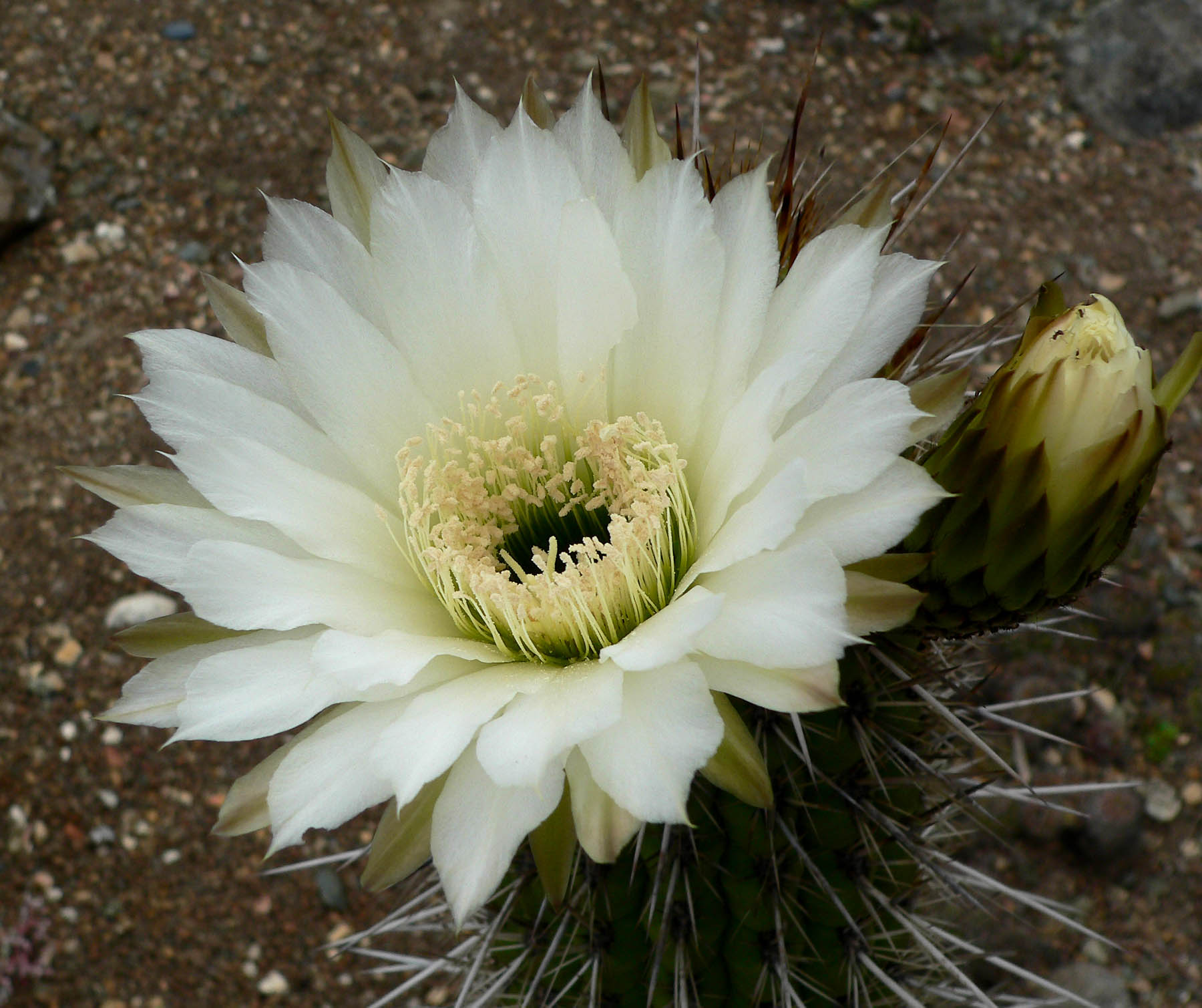
Echinopsis chiloensis del matorral de Chile Central.

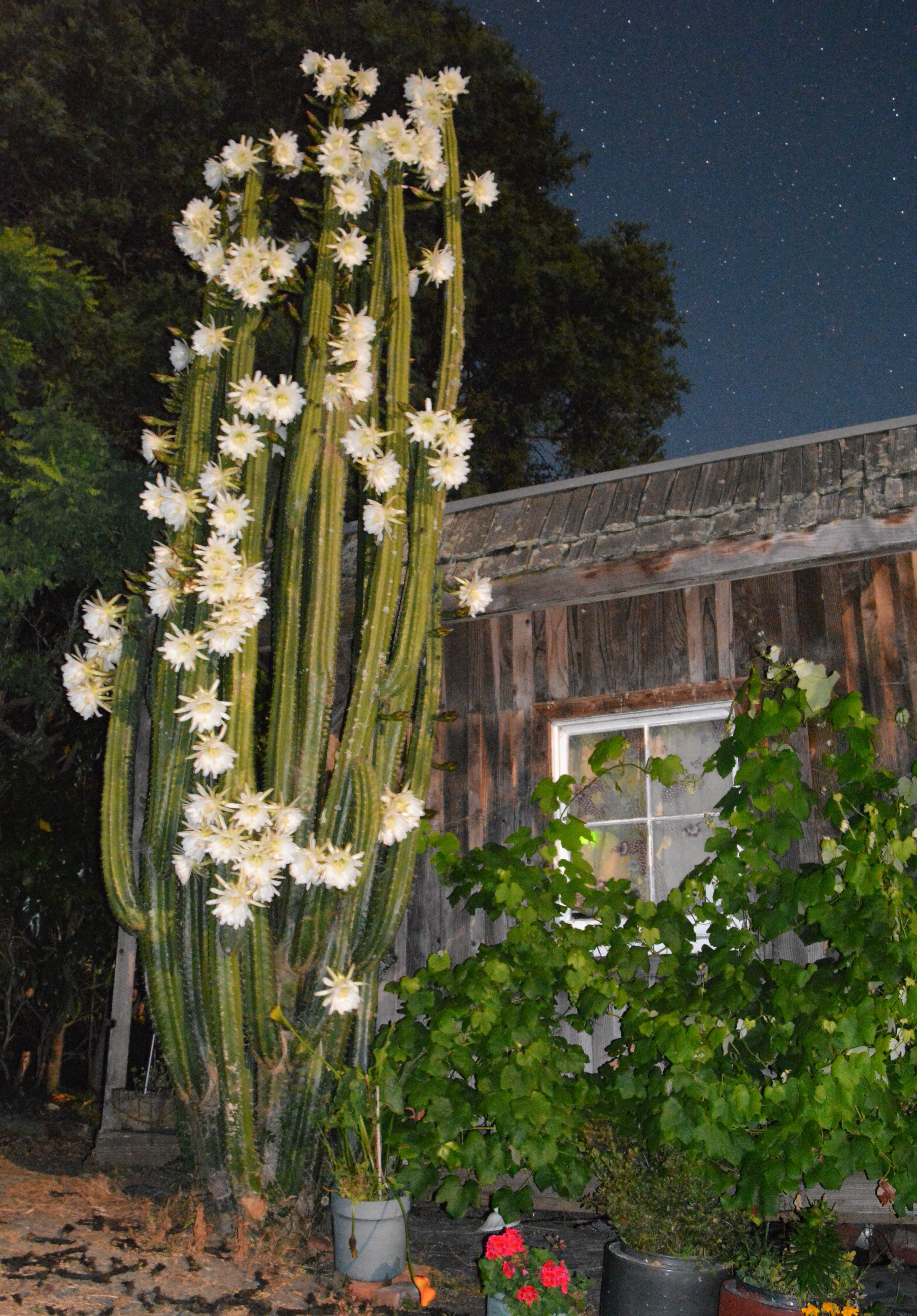
Echinopsis pachanoi

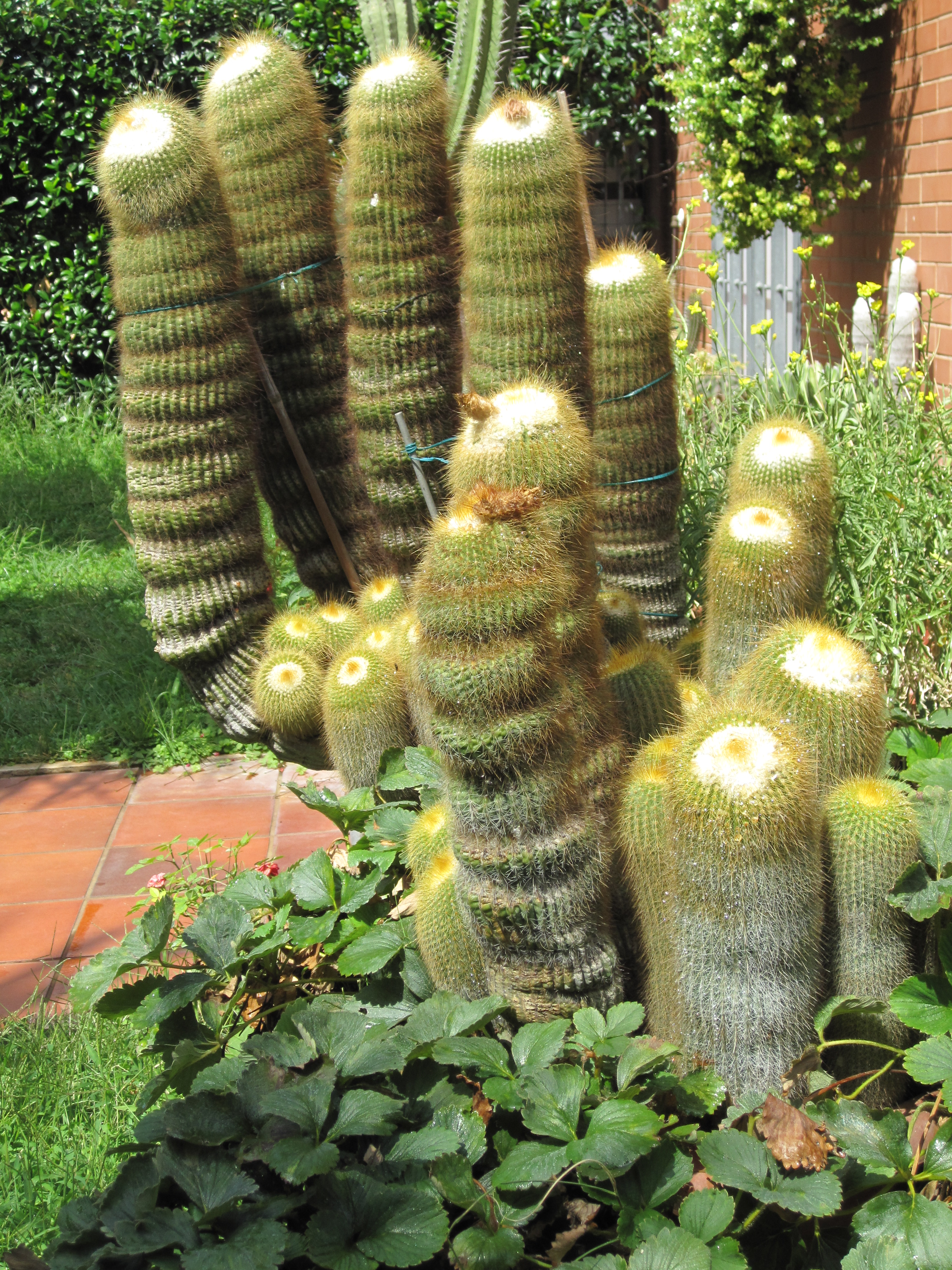
Parodia leninghausii.

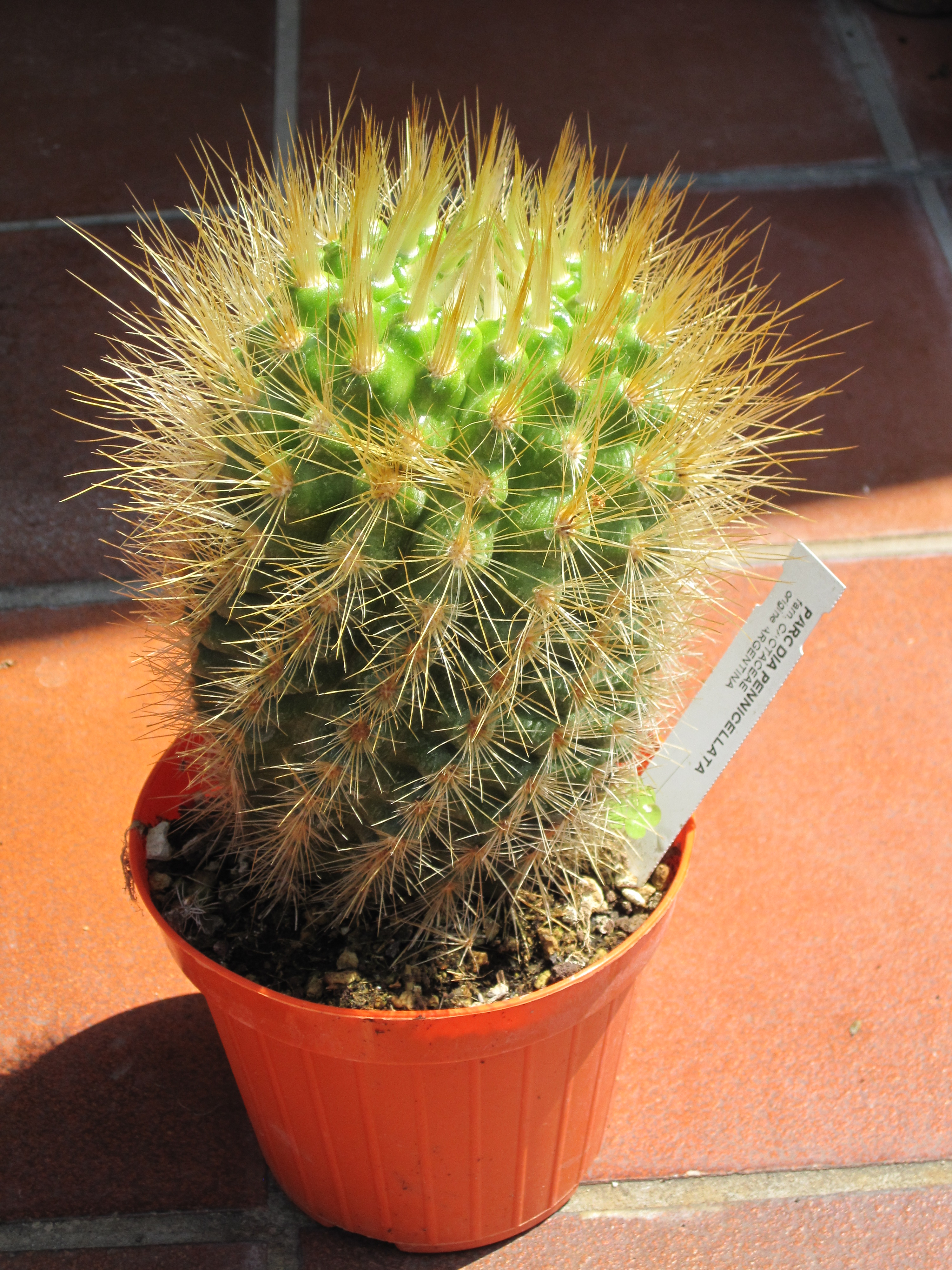
Parodia penicillata.

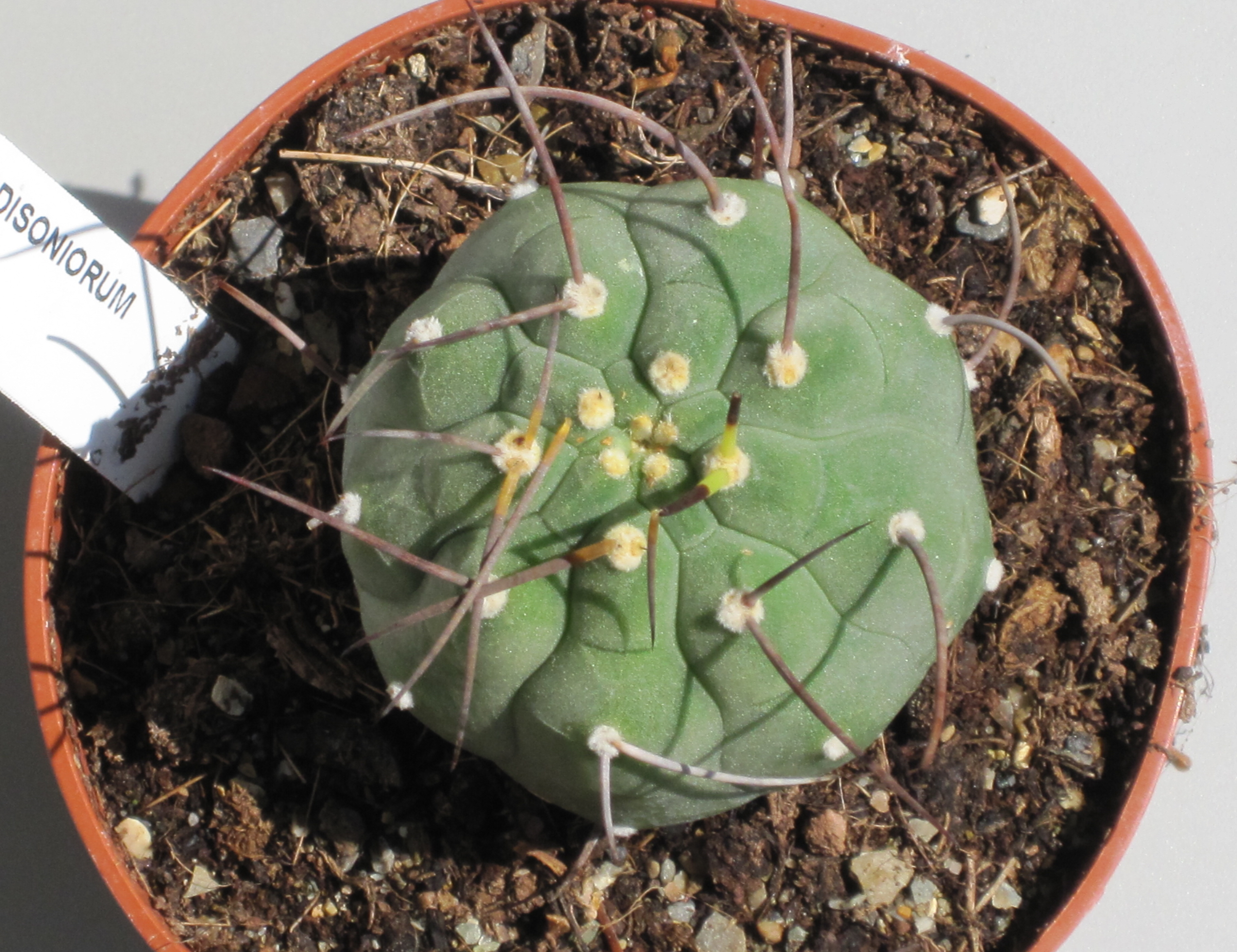
Matucana madisoniorum.

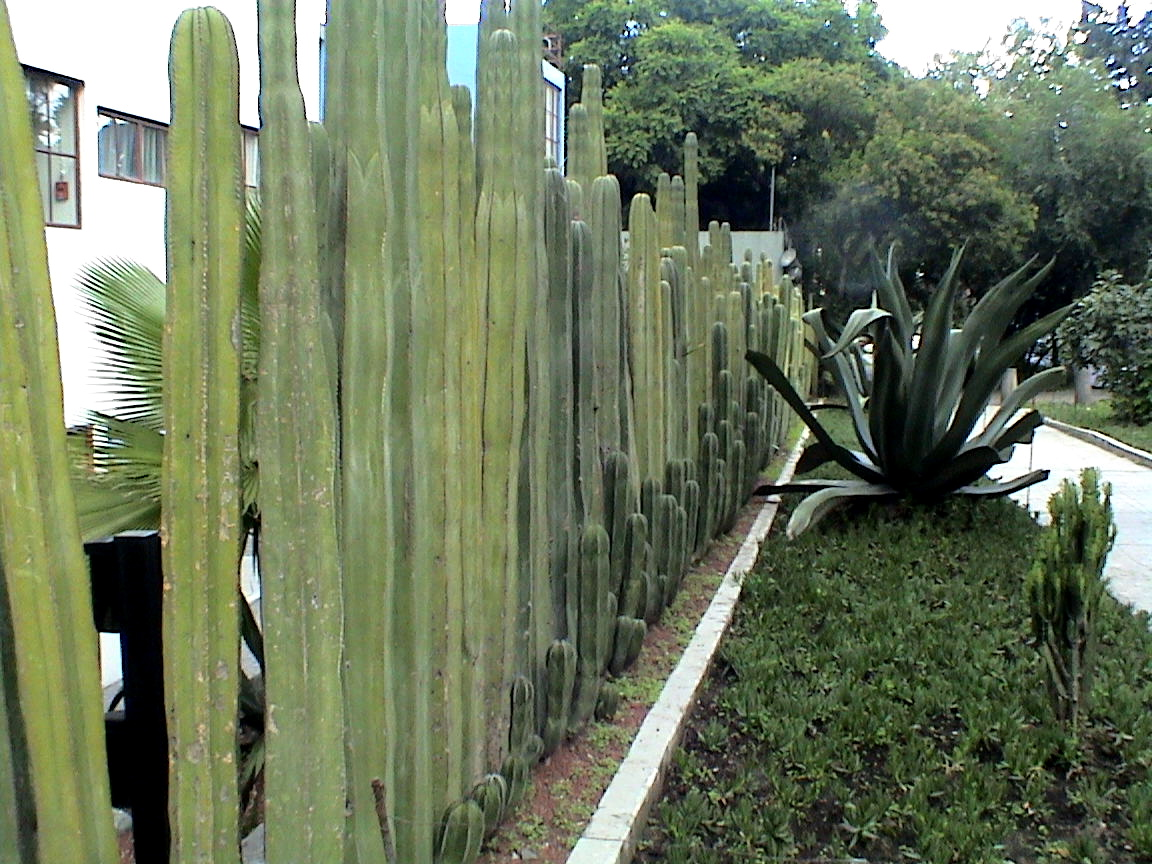
La barda de órganos cactus que rodea la casa de Frida Kahlo y Diego Rivera en Ciudad de México

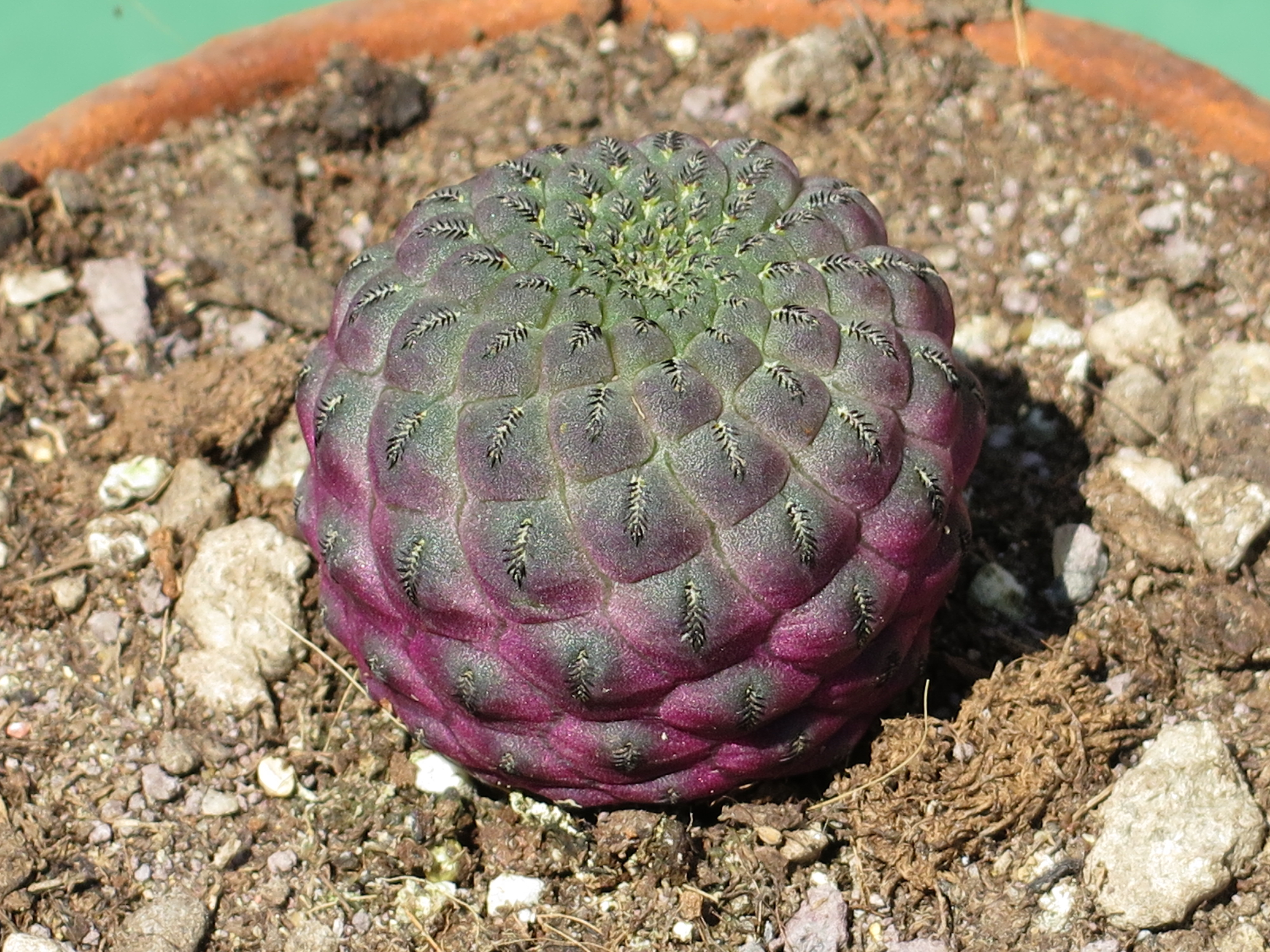
Sulcorebutia rauschii.

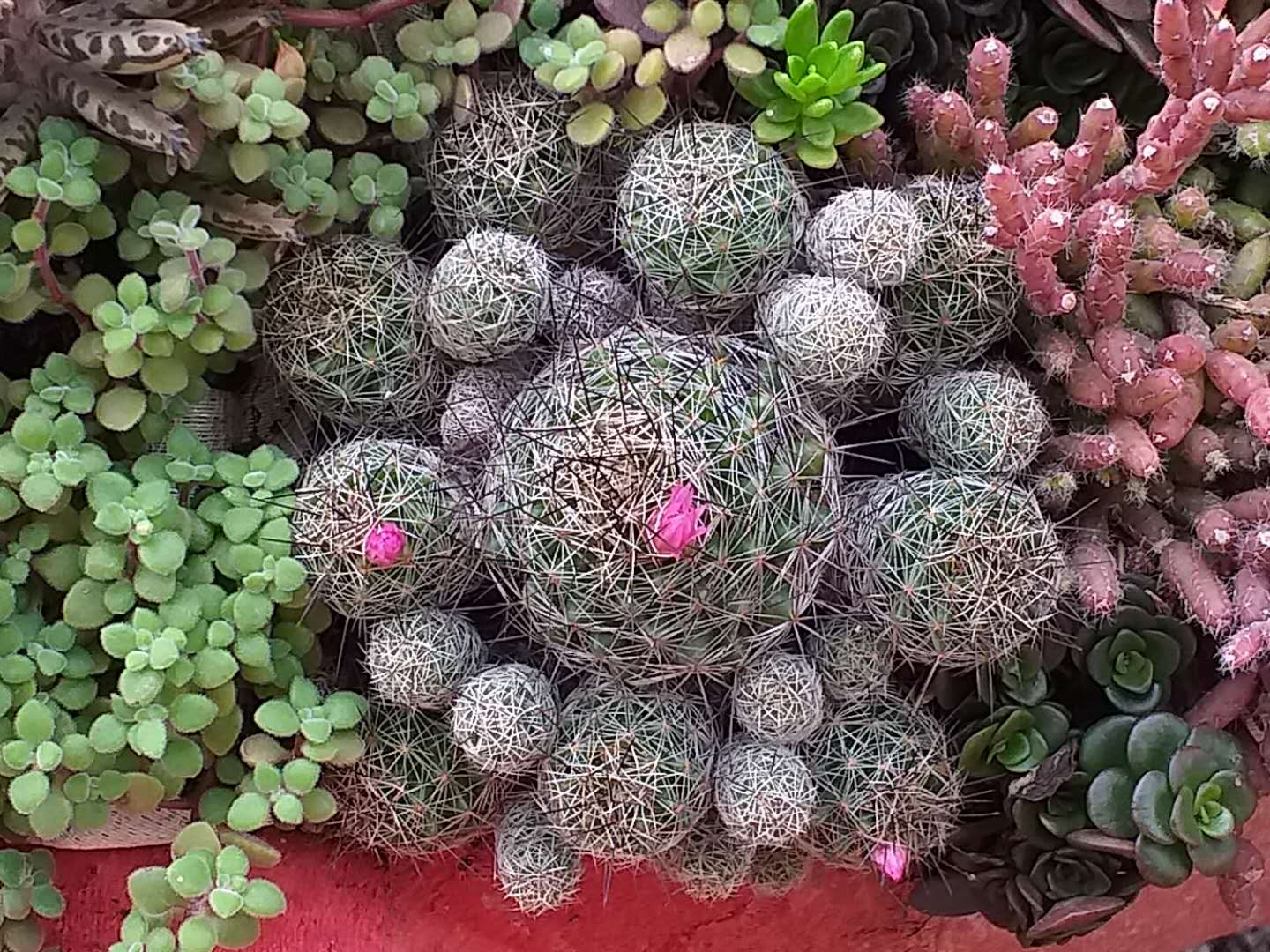
Mammillaria gracilis var.fragilis.

### Flores y frutos
Las flores son solitarias y hermafroditas o, más rara vez, unisexuales. Si bien existen especies con flores zigomorfas, la mayoría tienen flores actinomorfas. El perianto está compuesto, generalmente, por numerosos tépalos dispuestos en espiral, con aspecto petaloide. Frecuentemente los tépalos externos tienen aspecto sepaloide. Se unen basalmente para formar un hipanto o tubo periántico. El androceo está formado por numerosos estambres, con secuencia centrífuga. El polen es trinucleado, desde tricolpado a 6-15 colpado o porado. El nectario está constituido por un anillo en la superficie interna del tubo periántico. El gineceo se compone de 3 o más carpelos, y el ovario es ínfero.
El fruto suele ser indehiscente, baciforme y rara vez seco.

### Otro
(No confundir las cactáceas con algunas especies del género Euphorbia)

## Historia evolutiva
Con mínimas evidencias en el registro fósil, las cactáceas son consideradas por los especialistas como un grupo natural monofilético que ha evolucionado en los últimos 80 a 60 millones de años. Se desarrollaron a partir de formas no suculentas, las cuales contaban con hojas simples arregladas en forma helicoidal, fotosíntesis C3, madera (xilema secundario), polen y semillas. Morfológicamente semejantes a otras familias relacionadas e incluidas en el mismo orden de las Caryophyllales. En cuanto a su origen se cree que posiblemente se originaron en la zona tropical seca de América del Sur. El género Pereskia presenta varias de esas características, por lo que es considerado el más primitivo entre las cactáceas.

## Distribución y hábitat

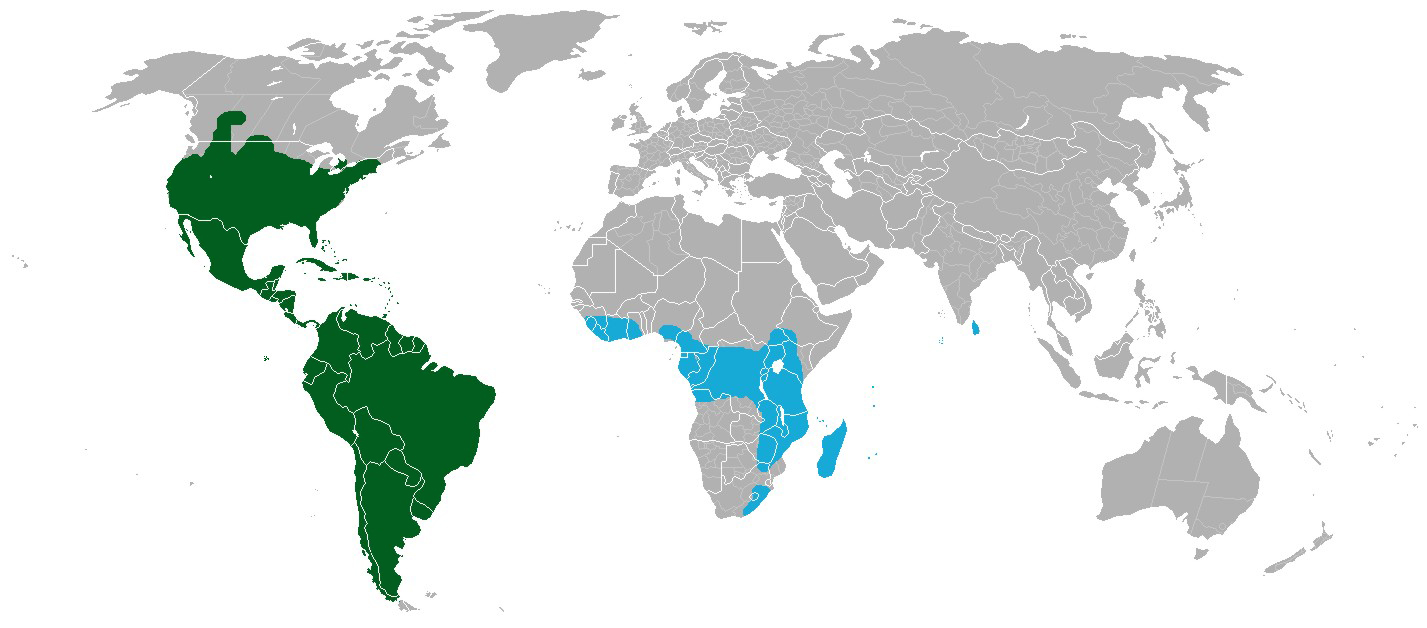
Distribución original de los cactus.
Sólo Rhipsalis baccifera.
Todas las demás especies.

Los cactus habitan en diversas regiones, desde las llanuras costeras hasta las zonas de alta montaña. Con una excepción, son nativos de América, donde su área de distribución se extiende desde la Patagonia hasta la Columbia Británica y Alberta, en el oeste de Canadá. Existen varios centros de diversidad. En el caso de los cactus adaptados a la sequía, los tres centros principales son México y el suroeste de Estados Unidos; los Andes del suroeste, donde se encuentran en Perú, Bolivia, Chile y Argentina; y el este de Brasil, lejos de la cuenca del Amazonas. Los cactus epífitos y trepadores que viven en los árboles tienen necesariamente centros de diversidad diferentes, ya que requieren ambientes más húmedos. Se encuentran principalmente en las montañas costeras y los bosques atlánticos del sureste de Brasil; en Bolivia, que es el centro de diversidad de la subfamilia Rhipsalideae; y en las regiones boscosas de América Central, donde las Hylocereeae trepadoras son más diversas.
Rhipsalis baccifera es la excepción; es nativa tanto de América como del Viejo Mundo, donde se encuentra en África tropical, Madagascar y Sri Lanka. Una de las teorías es que se propagó mediante el transporte de semillas en el tracto digestivo de las aves migratorias; las semillas de Rhipsalis están adaptadas para su distribución por las aves. Las poblaciones del Viejo Mundo son poliploides y se consideran subespecies distintas, lo que apoya la idea de que la propagación no fue reciente. La teoría alternativa es que la especie cruzó inicialmente el Atlántico en barcos europeos que comerciaban entre Sudamérica y África, tras lo cual las aves pudieron haberla propagado más ampliamente.

### Especies naturalizadas
Muchas otras especies se han naturalizado fuera de América tras haber sido introducidas por el ser humano, especialmente en Australia, Hawái y la región mediterránea. En Australia, las especies de Opuntia, en particular la Opuntia stricta, se introdujeron en el siglo XIX para utilizarlas como cercas agrícolas naturales y en un intento de establecer una industria de cochinilla. Rápidamente se convirtieron en un importante problema de malas hierbas, pero en la actualidad se controlan mediante agentes biológicos, en particular la polilla Cactoblastis cactorum. Sin embargo, el potencial de malas hierbas de las especies de Opuntia en Australia continúa, lo que ha llevado a que todos los cactus opuntioides, excepto O. ficus-indica, sean declarados malas hierbas de importancia nacional por el Comité de Malas Hierbas de Australia en abril de 2012.
La Península arábiga cuenta con una gran variedad de poblaciones de cactus introducidos, cada vez más numerosos. Algunas de ellas son cultivadas, otras son escapes del cultivo y otras son invasoras que se presume que son escapes ornamentales.

## Cultivo

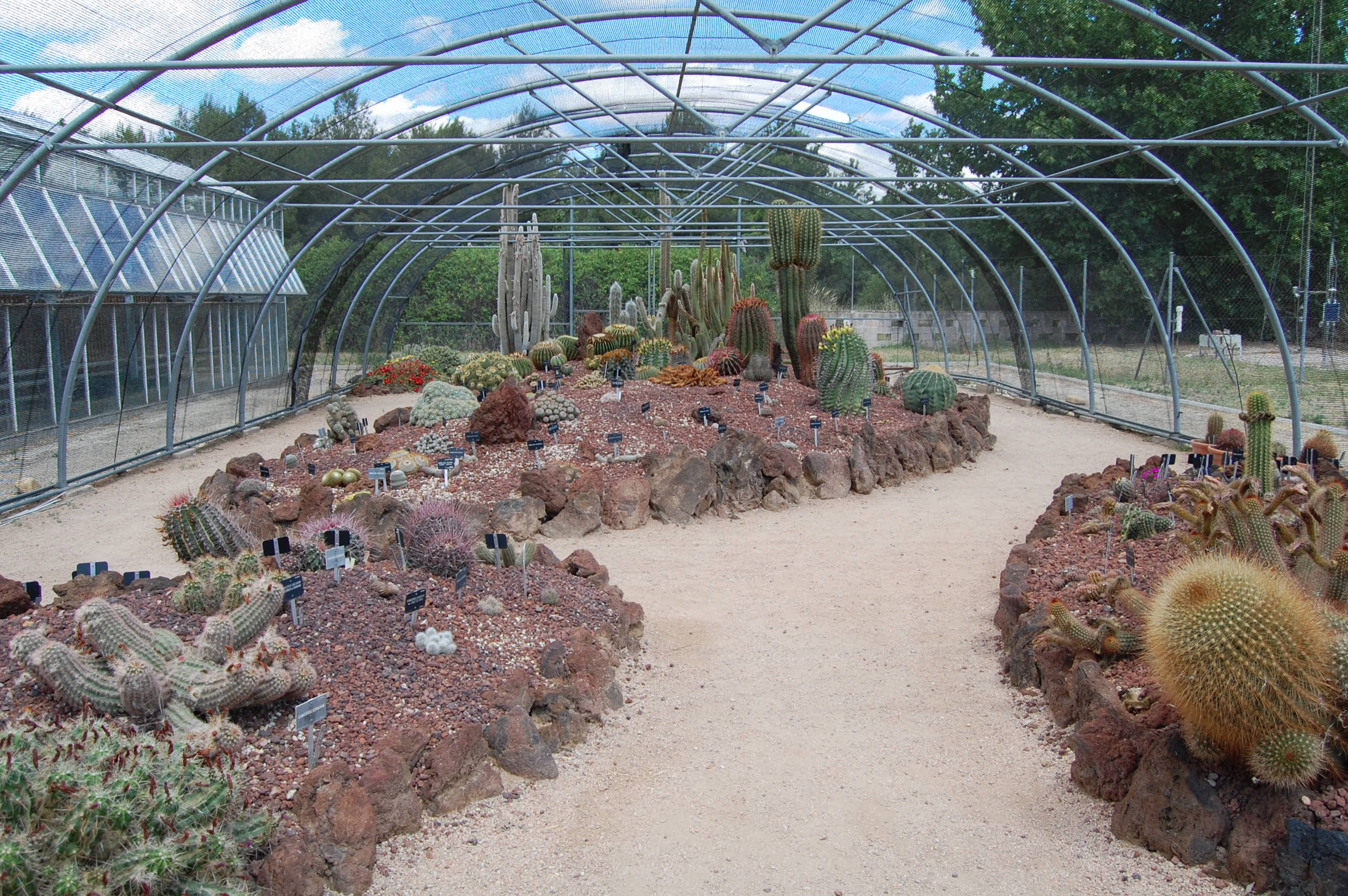
Invernadero de cactus del Real Jardín Botánico Juan Carlos I.

Los cactus de clima árido y seco son xerófilos, es decir aguantan bien la sequía, pero como todas las plantas también necesitan obtener agua para vivir. Cuando son cultivados conviene dejar que el sustrato se seque entre riego y riego. Es muy importante que la tierra no se encharque: demasiada agua y, sobre todo, un sustrato mal drenado, provocan la aparición de hongos y la muerte de la planta. De hecho, uno de los mayores errores en el cuidado de las cactáceas xerófilas es el exceso de riego. 
El riego depende de muchos factores: exposición, época del año, tipo de sustrato, clima, si está en maceta o en tierra, el material de la maceta, si se encuentra en el exterior o no, por lo que debemos ser especialmente cuidadosos, ya que con este tipo de plantas, a menudo menos es más. Así, en una zona muy cálida y seca, un cactus en maceta de barro orientado hacia el Ecuador Terrestre necesitará bastante más riego en la misma época del año que uno plantado en semisombra directamente en la tierra en una zona más templada y lluviosa. Durante el verano, un riego leve cada 10 días puede ser correcto como referencia; en primavera y otoño se han de espaciar más. Mientras dure el frío invernal prácticamente no hará falta regar, pues los propios cactus se encargan de recoger agua del ambiente. Pero en ambientes con poca humedad, especialmente dentro de casa y con calefacción, se debe seguir regando ocasionalmente durante el invierno para evitar que se seque completamente el sustrato.
Como norma general, la mayoría de los cactus del desierto prefieren una exposición soleada. Sin embargo, los cactus epífitos, en cambio, necesitan una posición en semisombra, pero mucha luz, y más agua para sobrevivir bien; entre ellos podemos encontrar los cactus del género Rhipsalis y Epiphyllum. También requieren un exposición más sombreada en su periodo de adaptación los cactus recién trasplantados, los muy jóvenes y los que vienen de pasar una temporada en el interior.
Muchos cactus, al provenir de zonas desérticas donde las noches pueden ser muy frías, tienen una resistencia moderada a las heladas. Sin embargo, entre las 2000 especies de cactáceas que existen, muchas son de climas más cálidos (generalmente las epífitas) y toleran mal las bajas temperaturas. Las lluvias invernales hacen a los cactus más sensibles a las posteriores heladas. La combinación exceso de agua más helada puede resultar fatal. La solución: llevarlos dentro de casa mientras dura el invierno.
La falta de luz hace que se ahílen, es decir, que se estiren hacia la luz perdiendo su porte homogéneo. Por tanto, deben colocarse junto a las ventanas o bien utilizar alguna fuente de luz artificial.
Es de vital importancia no dañar las raíces porque podrían penetrar hongos en la planta. Por lo tanto, en el momento del trasplante se debe eliminar con mucho cuidado la tierra que se quiere desechar con algún objeto sin filo. Si alguna raíz ha resultado dañada, aplicar carbón vegetal pulverizado y dejar sin regar durante unos 10 días.
Un cierto número de especies se cultivan como plantas de interior, así como en jardines ornamentales. Algunas especies del género Opuntia, particularmente la especie Opuntia ficus-indica, son cultivadas en América y en la zona mediterránea por su fruto, la tuna o higo chumbo, el cual es dulce y muy apreciado.
También suelen formar parte de los denominados xerojardines, donde se agrupan cactus y otras plantas poco consumidoras de agua (xerófitas) en regiones áridas. Asimismo, se utilizan mucho para decorar patios, balcones y terrazas, pues son muchas las especies que, por su reducido tamaño, se pueden cultivar en recipientes durante toda su vida, como los géneros Ariocarpus o Mammillaria.
Las vallas de cactus vivos se emplean como barricadas alrededor de edificios.

## Etimología
La palabra cactus deriva del griego Κάκτος  káktos, utilizado por primera vez por el filósofo Teofrasto para nombrar una especie de cardo espinoso que crecía en la isla de Sicilia, posiblemente el cardo Cynara cardunculus.
Curiosamente, existen también dos referencias poéticas de la Antigüedad sobre esta planta. Así, el poeta Teócrito de Siracusa escribió en sus Idilios: «A ti te dejen como una oveja del rebaño, cuya pata se haya picado por un cactus». Asimismo, Filetas, poeta proveniente de la isla de Cos, escribió sobre ella: «Debe lamentarse quien haya perdido el afecto de una mula, por el temor a las heridas del cactus espinoso».
La palabra pasó al latín como cactus a través de Plinio el Viejo, quien en su Naturalis Historia retomó aquello que Teofrasto escribió sobre esta planta que crecía en Sicilia. De cactus derivó la palabra latina carduus, que finalmente dio lugar a la española cardo.
Durante la Edad Media la palabra cactus era el nombre usual para la alcachofa comestible. Más tarde, Cactus fue usado como nombre genérico por Carlos Linneo en 1753, dentro del cual agrupaba 22 plantas que hoy se consideran dentro de géneros diversos de la familia Cactaceae.

## Taxonomía
La clasificación taxonómica de los cactus es:
- REINO: Plantae
- TIPO O DIVISIÓN: Magnoliophyta
- CLASE: Magnoliopsida
- ORDEN: Caryophyllales
- FAMILIA: Cactaceae (Cactáceas: Los Cactus)

### Subfamilias
La familia Cactaceae se divide en cuatro subfamilias: Pereskioideae (monogenérica; especies provistas de hojas bien formadas), Opuntioideae (a la que pertenece la chumbera o nopal), Maihuenioideae (monogenérica; especies restringidas a Argentina y Chile) y Cactoideae (la de mayor número de especies).

### Géneros
Hay 153 géneros de cactus, con unas 2500 especies, en su mayor parte adaptadas a climas áridos.